# 東京ビジネス&キャリア専門学校
東京ビジネス＆キャリア専門学校（とうきょうびじねすあんどきゃりあせんもんがっこう）は、東京都千代田区にある専門学校。1985年(昭和60年)に専修学校認可を受け、学校法人東京日新学園が設置している。英語表記は「TOKYO PROFESSIONAL TRAINING COLLEGE OF LAW」。
公務員事務職、警察官、消防官などの公務員試験合格、司法書士、行政書士、宅地建物取引士への合格を最終目標としている。また夜間部を併設し、昼間は提携企業で働きながら夜間に学校で勉強する「働きながら学ぶ制度」により、自立進学も可能にしている。
2013年4月に東京商科学院専門学校と統合し、東京商科・法科学院専門学校と校名を変更（学科編成も改組）。2025年現校名へ変更。

## 学科専攻編成
昼間部（2年制 - 専門士の取得が可能）
- 公務員学科
  - 公務員専攻
  - 警察官専攻
  - 消防官専攻
- 法律実務学科
  - 司法書士・宅建専攻
  - 行政書士専攻
- 国際コミュニケーション学科（留学生）
  - 国際コミュニケーション専攻
- 経営・事務ビジネス学科
  - 経営ショップビジネスコース
  - 事務・経営ビジネスコース

夜間部 (2年制 - 専門士の取得が可能)
- 公務員学科II部
- 経営・ショップビジネス学科II部
- 事務・情報ビジネス学科II部
- 観光・ホテルビジネス学科II部

## 年表
- 1985年 - 設立。
- 2013年 - 東京商科学院専門学校と統合し、東京商科・法科学院専門専門学校と校名を変更。
- 2022年 - 校舎移転。
- 2025年 - 東京ビジネス＆キャリア専門学校へ校名を変更。

## 入学方法
- 推薦入学
- 一般入学
- AO入試入学

## 学費支援制度、奨学金等
- 働きながら学ぶ制度
- 学費月払制度（入学金のみで入学手続きが完了）
- 一般特待生試験制度（試験の結果により入学時納付金を減免）
- 留学生支援制度
- 日本学生支援機構・奨学金
- 日本政策金融公庫・教育ローン

## アクセス
- 水道橋駅西口徒歩8分、神保町駅A2出口から徒歩2分